# Lăutarii de pe Valea Tismanei
Cea mai bogată zonă din Gorj din punct de vedere muzical este cea a teritoriului Tismanei. Situat pe Valea râului Tismana, în nordul județului, orașul este foarte cunoscut mai ales pentru principala sa atracție turistică – Mănăstirea Tismana. La începuturi, au cântat vocal, la vioară și bas, în formații restrânse numeric, numai bărbații, baladele fiind nelipsite din repertoriul lor. Ulterior, după Primul Război Mondial, au dispărut prejudecățile și obișnuințele locului, și pentru prima dată au apărut cântând în tarafurile din Tismana lăutăresele. Cântărețele au și diversificat repertoriul tarafurilor, interpretând mai ales melodii de dragoste și de dor. Cu timpul au apărut în zonă și alte instrumente muzicale precum chitara sau țambalul.

## Tarafuri și lăutari
În Tismana, la începutul secolului al XX-lea, cei mai vestiți lăutari au fost vioriștii Grigore Murgu (n. 1889 – d. 1947) și Ion Pleșa zis Rugină (n. 1882 – d. 1947). Grigore Murgu a fost cel mai apreciat lăutari din Tismana, mai mult decât Rugină. Ei au cântat împreună toată viața. Inițial, alături de cei doi a cântat basistul Gheorghe Maghera-Costree. Cântecul „La Tismana-ntr-o grădină” era cunoscut de toți sub denumirea de „Sârba de la Tismana” sau „Sârba lui Rugină”.. În anii 1929-1930, Grigore Murgu și Ion Pleșa-Rugină împreună cu rapsodul Petre Geagu zis Cătăroiu au cântat în București, la cârciuma lui Marcu Căciularu din spatele Gării de Nord, pe firma căreia scria: Cântă taraful lui Rugină din Tismana. În fiecare seară lăutarii tismăneni erau vizitați de solista Maria Tănase, care venea să-i asculte și să le culeagă din repertoriu. Lăutarii Murgu și Rugină au fost descoperiți și de muzicologul Constantin Brăiloiu care le-a făcut înregistrări pe cilindri de fonograf și pe plăci de gramofon. 
Un alt taraf vestit în Tismana a fost cel condus de Victor Tantan zis Pala (n. 1913 – d. 1957), viorist primaș de primă mână, care a cântat și în Orchestra de muzică populară „Taraful Gorjului”. Din formație au mai făcut parte solistele Jenica Tantan (n. 1923 – d. 1965) și Chiva Tantan (n. 1922). Ea a fost cea care și-a acompaniat cântecele, pentru prima dată la Tismana, cu chitara. Din taraf au mai făcut parte: Ion Murgu zis Nelu (braci), fiul lui Grigore Murgu, Vasile Bisericosu (braci) și Nicolae Geagu zis Păpușoi (bas).
Renumit a fost și taraful lui Nicolae Cazacu (n. 1911 – d. 1944), viorist primaș de mare talent și virtuozitate, care a murit pe frontul din Ungaria cu arcușul în mână, cântând să ridice moralul militarilor. Nicolae Cazacu a cântat o perioadă cu Rugină și Murgu la București, apoi a plecat la Constanța. În anul 1937 el se afla la Tismana, unde și-a format un taraf cu care a cântat la nunți, hramuri și petreceri, până la plecarea pe front în 1941. Din taraf au mai făcut parte Gheorghe Maghera-Costree (bas), Vasile Geagu (braci), Petrică Lala (țambal) și Lia Murgu (voce).

## Familia Cătăroiu
Un rapsod vestit al locului a fost baladistul Petre Geagu zis Cătăroiu (n. 21 aprilie 1903), care a cântat cu taraful Rugină-Murgu atât în Gorj, cât și în București, la diferite restaurante din zona Gării de Nord. Solistele Maria Tănase și Maria Lătărețu i-au apreciat repertoriul și au cules cântece de la el, cântând și împreună la București ori la concertele Orchestrei Taraful Gorjului. În august 1949 i s-au făcut mai multe înregistrări pe fonogramă, de către etnomuzicologul Emilia Comișel, ulterior și pe benzi de magnetofon. De la el s-au cules numeroase balade locale sau „furate” din zona Doljului, precum: Balada lui Gheorghe Haiducul, „Sbangă”, „Bărbatul meu nu este mort”, „Ghiță Cătănuță” sau „Ce faci moșule-n grădină?”. Fiul său, vioristul Cristian P. Geagu (n. 1943) a fost foarte cunoscut în Tismana și în părțile vecine. Din taraful său mai făceau parte soția, solista și acordeonista Nuța de la Câmpofeni, bracistul Gheorghe Pleșa și basistul Ion Trohonel.
În prezent, în Tismana mai cântă vioristul Cristian Geagu-Cătăroiu (n. 1967), fiul lui Cristian P. Geagu, și soția sa Gabriela Geagu (acordeon și voce), venită la Tismana din Godinești. Actualmente mai cântă și taraful lui Nicolae Cazacu, zis Călae, fiu de lăutar din Frâncești, venit la Tismana în anul 1960. Din formația sa făceau parte: soția sa Elena Cazacu zisă Lenuța (acordeon și voce), fiica lăutarului Gheorghe Motorga, Grigore Stricăfer (braci), Iosif Motorga (vioară) și Maria Motorga (solistă). Astăzi, taraful lui Călae are în componență în principal pe membrii familiei: fiii săi, solista Lenuța Cazacu, vioristul Iosif Cazacu și basistul Ion Trohonel. Alt taraf actual cunoscut din Tismana mai este și cel al vioristul Constantin Mornea, care cântă împreună cu soția sa, Luminița Mornea.

## Date discografice
| An                 | Cotă     | Format       | Piese                                         | Interpret            | Culegător           |
| 20 septembrie 1933 | 2988a    | fonogramă    | Oleac Voinicul                                | N. Cazacu            | Constantin Brăiloiu |
| 20 septembrie 1933 | 2989a    | fonogramă    | Ghiță Cătănuță                                | N. Cazacu            | Constantin Brăiloiu |
| 1940               | D. 1337a | disc ebonită | Sârba lui Rugină Hora-n două părți pe ocolite | Grigore Murgu        | Constantin Brăiloiu |
| 14 august 1949     | 2666     | fonogramă    | Zbangă                                        | Petre Geagu Cătăroiu | Emilia Comișel      |
| 14 august 1949     | 2755     | fonogramă    | Ce faci moșule-n grădină?                     | Petre Geagu Cătăroiu | Emilia Comișel      |
| 14 august 1949     | 10554a   | fonogramă    | Balada lui Gheorghe Haiducul                  | Petre Geagu Cătăroiu | Emilia Comișel      |
| 22 august 1949     | 10555    | fonogramă    | Ghiță Cătănuță                                | Petre Geagu Cătăroiu | Emilia Comișel      |
| 22 august 1949     | 10556a   | fonogramă    | Oleac Voinicul                                | Petre Geagu Cătăroiu | Emilia Comișel      |
| 28 august 1949     | 10746    | fonogramă    | Mirea                                         | Petre Geagu Cătăroiu | Emilia Comișel      |
| indisp.            | 386a     | bandă        | Hora de la Tismana                            | indisp.              | indisp.             |